# Хронологија НАТО бомбардовања Југославије
Хронологија важнијих догађаја током НАТО бомбардовања СРЈ 1999.:
| НАТО бомбардовање СРЈ званично је почело 24. марта 1999. године у 19 часова и 55 минута. Бомбардовано је подручје Косова и Метохије. Током наредних дана бомбардовани су и већи градови Србије и Црне Горе: Београд, Ниш, Нови Сад, Лесковац, Подгорица, Сомбор, Суботица итд. Херцег Нови, Луштица, Обосник, предајници са ТВ и радио антенама и војни објекат. Прве ракете пале су на касарну у Прокупљу у 19.53 када је страдао први војник ВЈ Бобан Недељковић. У 19.55 погођени су војни циљеви у Приштини. Затим су у 20.05 3 крстареће ракете погодиле подземни бункер у Куршумлији када је погинуло 11 војника ВЈ. Затим су бомбе око 20.10 пале на касарну у Врбици. Војни циљеви у Батајници погођени су у 20.38. У овом периоду бомбардован је и предајник за емитовање првог, другог, трећег канала радио-телевизије Србије, затим првог, другог, 101, 202 канала радио Београда на Великом Јастрепцу. Ту су пале две бомбе: једна је погодила зграду у којој се налазе разни уређаји и особље за одржавање веза према Јастрепцу, док је друга погодила предајник, висок 128 метара, који се преломио на неколико делова и пао преко зграде. Запаљен је и мали део антене која је преносила сигнал за Мобтел мрежу. Овог дана је гађана касарна у Даниловграду када је погинуо војник Саша Стојић из Београда, а теже су повријеђена два војника, од којих један на аеродрому Голубовци, Подгорица. | У ноћи између четвртка 25. и петка 26. марта у рејону аеродрома Лађевци испаљено је 20 пројектила, од тога десет пројектила погодило је рејон аеродрома а два су пала у атар села Цветке. Од поднева па до вечерњих сати преко 20 пута је бомбардована касарна у Пећи, која ће, до краја агресије, бити главна мета у овом граду НАТО авијације. Бомбардовање околине Лесковца, страдало око 500 објеката. Погођена је и кућа Радослава Арнаутовића из Катрге, на срећу без жртава а један неексплодирани пројектил пао је у рејон села Отроци. |
| Током агресије против СРЈ, 26. марта 1999. године, НАТО авијација је циљала око 40 установа и насеља. Војни гарнизони су били главна мета, посебно војне установе где су војници били смештени. Ни остале војне јединице нису поштеђене, циљани су аеродроми, ПВО и остали одбрамбени системи, телекомуникације и командни центри. | Јединице Југословенске против-ваздушне одбране оборили су стелт бомбардер F-117, који се срушио близу села Буђановци код Руме. Тог дана је НАТО такође користио забрањене касетне бомбе. |
| Око 00:20 у три наврата бомбардована насеља Мељак и Степојевац. На мети су углавном биле приватне куће.28 особа је погинуло,а 40 рањено. НАТО је наводно грешком,при процени са велике висине због густе магле,бомбардовао магистрални пут за Обреновац, Умку и Сремчицу. Страдало је 9 а повређено 4 човека. | Генерал-потпуковник Спасоје Смиљанић, командир Југословенских Ваздушних Снага и ПВО, изјавио је да је у првој недељи НАТО агресије против Југославије, Војска Југославије срушила седам непријатељских летелица, укључујући један F-117А, три хеликоптера, три авиона без пилота, и 30 крстарећих ракета. Гађан погон фабрике лекова "Здравље" у Лесковцу У 02.10 бомбардована је зграда МУП-а, при чему је настрадао мајор полиције, Радојица Ковач. |
| Репортер француске новинске агенције АФП је посетио приштински спортски стадион и видео да је установа празна и да је трава у стадиону нетакнута, што је порекло тврдњу НАТО-а да је стадион претворен у концентрациони логор и да се тамо држи 100.000 заробљених Албанаца. | Бомбардован Јастребац када је погођен десетокиловолтни далековод близу предајника. Три америчка војника заробљена на граници Македоније и СРЈ под неразјашњеним околностима. |
| Око 5 сати ујутро у Новом Саду бомбардован је Петроварадински мост који повезује Нови Сад и Петроварадин. Мост је тотално срушен, и само његов врх је остао да вири из Дунава. У 9.00 бомбардована Пећ. | У 01:30 са 3 пројектила гађано је село Ногавац, општина Ораховац. Погинуло је 11 лица а 5 је задобило тешке телесне повреде. Током напада на Куршумлију, због НАТО авијације је погинуло 13 цивила и оштећено око 500 цивилних и религијских објеката као што су манастир Пресвете Богородице и Светог Николе из 12. века. |
| У Београду је око 1 сат бомбардована зграда МУП-а. У Новом Саду је око 19:55 бомбардован мост Слободе који повезује Нови Сад и Сремску Каменицу. Страдало је више лица која су се у моменту ракетирања нашла на мосту, а већи број цивилних објеката је оштећено. Око 20:00 пала је ракета на мост у Бачкој Паланци. Мост није порушен, али је његова десна страна оштећена. | У Београду је бомбардована централна топлана на Новом Београду, зграда у близини војно-медицинске академије и цивилни објекти у Сремчици. У Чачку је по трећи пут бомбардована зграда „Слободе“. Ракетирано и више привредних и цивилних објеката у широј околини. У Новом Саду је бомбардована зграда телевизије Нови Сад. У Гњилану је бомбардован возни парк са 30 аутобуса. Такође је уништена и једна бензинска пумпа. У Куршумлији је са две ракете бомбардован дрвни комбинат. У Богутовцу код Краљева је у 2:10 бомбардовано складиште горива „Беопетрола“. Рањена три радника. У Смедереву је око 4:25 бомбардована бензинска пумпа. Погођене инсталације „Југопетрола“. У Панчеву је око 4:30 са две ракете бомбардована рафинерија нафте, погођена РЈ Енергана. Погинула 2 радника а 4 задобило тешке телесне повреде. У Рашки је око 10 увече бомбардована касарна. Погинуо је мајор Стефановић. Причињена је велика материјална штета.                                                                         |
| У селу Грачаница бомбардоване куће. По четврти пут бомбардован је манастир Грачаница. Бомба је пала близу гробља, али споменици нису порушени. Уништена је једино капела у цркви. У Приштини је бомбардован аеродром. Уништена је трафо-станица у близини, затим писта и зграда где се налази чекаоница и шалтери за куповину карата. У Врању бомбардоване куће у непосредној близини аутобуске станице. Погинуло 2 а тешко рањено 15 лица. По други пут бомбардован је Лепосавић. Овај пут погођен је тунел Шарпељ код села Јерина. У Нишу је бомбардована касарна Стеван Синђелић, затим магацин Дуванске индустрије, амбуланта фабрике и обданиште. Овај пут погођена је и војна команда и дечја клиника за рехабилитацију. Око 5:20 Ниш је поново бомбардован. Погођена је зграда у ширем делу центра. Око 21:30 бомбардован је северозападни део града. У 2:35 бомбардовани су Лучани, а погођена је хемијска индустрија „Милан Благојевић“. У Београду је око 4:15 једна бомба пала близу градске болнице на Звездари. Друга бомба пала је близу школе коју су људи из околних кућа користили као склониште. За време бомбардовања у школи је било 30 људи. У Сомбору је око 3:00 са 3 пројектила бомбардована Нафтна Индустрија Србије. У Земуну је око 4:15 бомбардована главна улица у којој се налази спортски центар „Пинки“, Робна кућа итд. Већа оштећења задобио је Пољопривредни факултет, a погођен је Дом ваздухопловства. У Алексинцу је у 21:35 бомбардован цивилни део града. Погинуло је 11 лица, а 50 задобило телесне повреде. Уништено је 700 стамбених објеката а знатно оштећена, поред осталих и зграда Дома здравља и Хитне помоћи. У Богојеву је око 22:00 бомбардован мост. Само је делом порушен. Сомбор је око 22:20 поново бомбардован. Овај пут на мети су били складиште горива и железнички и друмски мост. У Новом Саду је око 22:15 са два пројектила бомбардована рафинерија (командна сала). | У око 03:00 бомбардован и последњи мост преко Дунава у Новом Саду. Није срушен, тако да преко њега могу да прелазе само пешаци и возила хитне службе. Око 11:00 са 5 пројектила бомбардовано је Врање. Оштећена је пекара и градска болница, а један пројектил пао је јужно од града. Око 12:30 поново је бомбардован аеродром Слатина. Бомбардовано је и село Витановац. У Јахлији је погођена пруга Крагујевац-Краљево, а оштећена је електрична инсталација. Бомбардован је мост на реци Топлици који повезује Ниш и Приштину. У Лозни бомбардоване куће, затим железнички мост и мотел. Нема људских жртава. У Панчеву бомба пала у њиву. У Призрену бомбардовано стамбено насеље тако да је већина кућа порушено. Бомбардован је и део водова који снабдева град пијаћом водом. У Сурдулици је пројектилима погођена основна школа. У Чачку су бомбардоване куће и дечји вртић. У Лучанима је око 20:35 бомбардована хемијска индустрија „Милан Благојевић“. У Црној Гори је око 23:15 бомбардован аеродром Голубовци. |
| У Чачку је поново бомбардован индустријски објекат „Слобода“. У Приштини је око 00:40 бомбардован центар. Са три пројектила гађана је зграда Главне поште и околни објекти. Живот је изгубило 10 лица, а 12 је задобило телесне повреде. Бомбардовано је и село Девет Југовића, а око 3:15 са 10 пројектила бомбардовано је село Грачаница. У Новом Саду је око 2:45 бомбардован „Нафтагас“, а складиште рафинерије нафте је уништено. У Сомбору је око 3:00 бомбардован „Нафтагас“, и села Чонопља и Кљајићево у околини. У Нишу је око 4:45 бомбардована фабрика „Јастребац“. Ракета која је погодила фабрику пала је прво на њен кров, затим је пробила две бетонске плоче и зауставила се у дворишту куће удаљене 500 метара од фабрике. У дворишту је направила кратер дубине 5 метара и пречника 10 метара. У нападу на Ниш погођена је и фабрика „Фиделинка“ и главна аутобуска станица у близини нишке тврђаве. | Погођен завод „Црвена застава“ у Крагујевцу, повређена су 124 запослена, а на хиљаде радника остало је без посла. Од 00:42 до 00:50 бомбардована је Ћуприја при чему је једна особа преминула а 3 лица је задобило тешке телесне повреде. У 04:10 приликом ракетирања врха Торник на Златибору погођен спортско-рекреативни центар. Погинула 3 лица. Бомбардована Ибарска магистрала у месту Штавица. На удару је била магистрала и тунел Штавица. Од детонације,део тунела се обрушио,затрпавши аутобус који се кретао ка Београду. На срећу,нема мртвих. |
| Рано ујутру, око 2:00, погођено је складиште нафте у Смедереву. | Посматрачки торањ Војске Југославије „Кошаре“ је нападнут са албанске територије у првом од многих покушаја ОВК да изведе копнену инвазију Косова и Метохије уз помоћ Албанске Армије и НАТО ваздушних снага. |
| У раним јутарњим часовима бомбардовано село Мердаре са 20 пројектила и већим бројем касетних бомби. Погинуло 5 лица, а теже телесне повреде задобила трудница у шестом месецу трудноће. НАТО авијација је нанела огромну штету Приштини и Ђаковици у једном од највећих ваздушних напада на те градове. Аеродром Слатина код Приштине је поново бомбардован. Околина манастира Грачанице је такође бомбардована. | Око 11:00 ујутро бомбардован је путнички воз на прузи Београд-Солун у Грделичкој клисури 15 километара од Лесковца. Трећи и четврти вагон су потпуно уништени, док су локомотива и први вагон остали читави. Тачан број погинулих и рањених до данас није са сигурношћу утврђен. Пронађено је девет лешева и још четири дела људског тела, а многи се воде као нестали. У Крушевцу је око 2:00 бомбардован индустријски објекат „14. октобар“ и градска топлана. У Панчеву је око 2:30 бомбардована рафинерија нафте. У Крагујевцу је око 2:44 бомбардована фабрика аутомобила „Застава“. У Приштини је бомбардована шира околина аеродрома Слатина, а осам детонација чуло се јужно од града. У Панчеву је око 22:35 поново бомбардована рафинерија нафте. Нема повређених. У Новом Саду је око 23:00 бомбардована рафинерија, а оштећена је и водоводна инсталација. У Сомбору је око 23:00 по пети пут бомбардовано складиште „Нафтагаса“.                                                                               |
| У Београду је на Бањици бомбардована Војно Медицинска Академија. У Чачку је око 00:00 бомбардована фабрика „Слобода“. Око 00:30 бомбардован је национални парк Копаоник, а погођен је хотел „Бачиште“. На срећу, у хотелу није било гостију. У Приштини је око 1:45 са 6 пројектила бомбардовано складиште „Југопетрола“. Бомбардован је и густо насељени део града. Од 00:00 до 2:00 са 15 пројектила бомбардована је аутобуска станица и фабрика пластичних маса. У ноћашњем нападу било је и православно гробље где је поломљено око 50 споменика као и споменик косовским јунацима. Погођен је и ТВ репетитор код Приштине. На Приштину је бачено 10 ракетних и пројектила и 30 бомби. У Крушевцу је око 3:00 бомбардован стари мост на Расини. У Ивањици је око 3:00 бомбардована земаљска сателитска станица. У Биљановцу је око 3:00 бомбардован мост између Краљева и Рашке. | У Приштини су око 00:00 бомбардоване две куће у близини фабрике Кока-коле. Око 2:30 са 6 пројектила бомбардован аеродром Слатина, док је јутрос око 9:30 бомбардован споменик косовским јунацима. Око 00:00 бомбардован је железнички мост на Лиму у близини Нове Вароши. Око 1:00 са 3 бомбе бомбардована је Баира. На срећу људских жртава нема. Код Рашке је око 3:00 са две ракете бомбардован мост. У Ваљеву је око 5:30 бомбардована фабрика „Крушик“ и највеће градско насеље. Од силине детонације оштећена је болница и пољопривредна школа. Око 5:45 бомбардовано је село Извор код Пирота. Око 11:00 бомбардован је и Призрен. Око 21:30 са 5 пројектила бомбардована је Куршумлија, а погођен је мост на реци Косаници. Од 13:30 до 15:30 сати у тринаврата гранатирана је колона избеглица код села Маданој и Меја. У овом нападу 61 лице је погинуло, а 36 рањено. Касетним бомбама гађано село Павловац код Врања. Страдала једна особа а једна тешко повређена.                                             |
| Око 2:00 бомбардована је Раковица у Београду, а уништене су стамбене зграде и пословни објекти. Од силине детонације оштећене су скоро све школе у Раковици. Око 00:15 бомбардован је Чачак, а погођен је и предајник радио-телевизије Србије. Око 00:15 бомбардован је мост на Западној Морави у селу Јасика код Крушевца. Око 4:40 бомбардован је Ниш, а погођен је северозападни део. Око 12:25 бомбардован је Крушевац. Од силине детонација већина школа је оштећено. Око 22:31 бомбардована је Стражевица у Београду. Око 22:50 бомбардована је Суботица, а погођен је најгушће насељени део града. Око 22:50 бомбардована је „Петрохемија“ у Панчеву. Око 22:58 бомбардован је мост између Ковина и Смедерева. Један део моста пао је у воду. Око 23:00 бомбардован је северозападни део Новог Сада, а са 3 пројектила погођена је и рафинерија нафте. | У ноћашњем нападу био је ТВ репетитор на Церу и трафо станица у близини њега. Ноћас је бомбардована и Приштина, а погођен је аеродром Слатина и село Чучуљага. У Даниловграду бомбардоване куће. Поподне је са 20 пројектила бомбардована Подгорица. Око 2:10 бомбардована су села у околини Краљева као што су Мрсаћ Врдила и Дракчић. У Дракчићу је бомбардован друштвени објекат, а од силине детонације попуцала су стакла на околним кућама. Око 3:00 бомбардовано је Буково, предграђе Бољевца. Око 10:30 бомбардован је североисточни део Врања. |
| Бомбардовано је Ужице. Око 2:10 бомбардовано је Ваљево. Погођена је фабрика „Крушик“. Највише оштећења задобиле су хале. Оштећена је и фабричка здравствена станица, затим околне куће, обданиште и пољопривредна школа. Око 18:00 бомбардован је Белаћинац у Приштини. У 21:30, у селу Батајница, за време дејства авијације НАТО, од шрапнела експлодираног пројектила погинула је трогодишња Милица Ракић (1996). Њена смрт је постала симбол страдања и патњи деце Југославије. Приликом истог дејства лакше је повређен и дечак Дражен Јанковић (1997). | У Панчеву је са неколико пројектила бомбардована рафинерија нафте, затим азотара и петрохемија. У Београду је бомбардована Батајница. Од силине детонације оштећена је већина зграда у Батајници. У Новом Саду бомбардована је рафинерија нафте. У Ужицу бомбардоване куће. У Куршумлији бомбардован мост и манастир свете Богородице. Око 15:00 бомбардован северозападни део Приштине и село Чичевица. |
| У ноћашњем нападу био је Обреновац где је нанета велика материјална штета. Око 1:30 у Баричу је бомбардована фабрика „Прва искра“. Око 1:30 бомбардован центар Новог Сада, а погођена је зграда извршног већа Војводине. Око 1:30 у Бачкој Паланци бомбардован мост „25. мај“. Оштећена је лева страна моста. Бомбардована је и шира околина Срема. Око 1:30 са 11 пројектила бомбардован северозападни део Параћина. Око 1:40 бомбардована је Суботица. Један пројектил погодио је у близини језера Палић. Око 1:45 бомбардовано је Краљево, а више пројектила пало је у Богутовачкој бањи. Око 3:15 бомбардован је мост код Куршумлије. Неколико пројектила погодило је и репетитор на Мокрој гори. Око 9:55 бомбардована је Косовска Митровица где су погођене куће, затим Пећ, Подујево, шира околина Голеша и аеродром Слатина. Око 12:00 са две пројектила бомбардован је Пећ. Од последица бомбардовања у Нишу погинула једна особа. | У ноћном нападу мета је био Липљан где је испаљена једна ракета, док су две оборене. Гађано нишко насеље Шљака, 12 људи повређено а 10 кућа уништено а 12 тешко оштећено. Ноћас је бомбардована и Батајница у Београду. Око 1:25 бомбардована је Нова Варош, а погођен је мост. Од 1:50 до 3:40 бомбардована је, са 8 пројектила, Приштина, а погођен је аеродром Слатина и Белаћевац. Око 1:50 са 4 пројектила бомбардована специјална болница за рехабилитацију у Новом Пазару. Око 2:25 бомбардовано Краљево, а погођен је Ковачин, а један пројектил пао је у близини манастира Жича. Око 3:17 бомбардовано је, са 7 пројектила, Ваљево, а погођена је фабрика Крушик. |
| Око 00:20 по четврти пут бомбардована је фабрика „Крушик“ у Ваљеву, а погођен је у део засађен шумом тако да је избио велики пожар. Око 00:40 бомбардована је околина Чачка, а погођена је Самаила 15 километара југоисточно од града. Око 2:40 бомбардован је Нови Сад, а погођен је нафтни комплекс, рафинерија нафте и друмско-железнички мост између Новог Сада и Петроварадина. Неколико детонација чуло се и из правца Фрушке горе, а погођен је и предајник радио-телевизије Србије на Иришком венцу. Око 2:47 бомбардован је мост на Дунаву код Бешке између Београда и Новог Сада. Један пројектил пао је на 100 метара од манастира Ковиљ. Око 3:00 бомбардовано је избегличко насеље Ђаковица. Око 3:15 бомбардован је у Новом Београду пословни центар „Ушће“. Око 3:16 је по трећи пут бомбардована Новопазарска бања, а погођена је болница за лечење мишићне и неуромишићне болести. | Око 4:00 са четири пројектила бомбардована је резиденција председника Савезне Републике Југославије - Слободана Милошевића у Ужичкој 15 у Београду. Нема повређених. Зграда је уништена до темеља. Око 15:00 са четири пројектила бомбардован Жежељев мост у Новом Саду. Мост није срушен. У ноћашњем нападу била је и околина Приштине, а погођена су и околна села и аеродром „Слатина“. |
| Ракетирано подручје Новог Сада и Ирига.У Новом Саду ракета је пала на аутобуску станицу у главној улици (М-22/Е-760) у правцу према Београду. Друга је погодила складиште нафте,трећа је,грешком Аваксове процене,пала у Дунав. Четврта је пала на Ириг и највише су куће страдале.11 људи је погинуло,а 37 рањено. Бомбардована је фабрика „Крушик“ у Ваљеву. Око 2:06 бомбардована зграда Радио-Телевизије Србије у Абердаревој улици у Београду. Погинуло 16 особа, 3 задобило тешке а 13 лаке телесне повреде. | Ниш је поново на мети када је центар града погођен са 16 пројектила, док је бомбардовањем на подручју Лесковца оштећено око 500 кућа. У Јадру су испаљена 24 пројектила на планину Гучево и оштећен планинарски дом, где су биле смештене многобројне избеглице, а уништени и телевизијски релеји и велики антенски стуб. У бомбардовању ромског насеља Бардерана у близини призренске касарне погинула 4 а рањено 20 особа, углавном ромске националности. |
| Рафинерија нафте у Новом Саду је бомбардована. Истог дана бомбардована фабрика шећера,познатија као "шећерана" на Чукаричкој Падини. | Жежељев мост у Новом Саду је срушен. Куршумлија је опет гађана, па се број погинулих цивила попео на 17, страдала је метална индустрија „Металац“ и други погони, а око 2.000 радника остало је без посла. |
| Између 12:15 и 12:30 бомбардована је Сурдулица, погинуло више од 9 цивила уз велику материјалну штету (видети )Бомбардовање Сурдулице 1999.. Гађани су мостови на Лабу код Милешева, на Ибарској магистрали, на Косаници код Куршумлије и мост „25. мај“ који повезује Бачку Паланку и Илок. Пут и пруга у Ибарској клисури у делу од Краљева до Рашке оштећена је на више места, до темеља је порушено 50 кућа, разорено је око 500 домова у Ћуприји, хала спортова, зграда „Електродистрибуције“, робне куће, две средње и једна основна школа, вртићи и локали. | Бомбардовано ромско насеље у Призрену, када су погинула четири лица, од којих су три жртве била деца. Оштећена је дечја болница и породилиште Клиничко болничког центра (КБЦ) „Драгиша Мишовић“. Ракета пала у предграђе Софије. Друга ракета је,наводно грешком,пала у Кочериново.18 особа погинуло,а 15 повређено. |
| НАТО је уништио Сарајевски мост у Грделичкој клисури. Саобраћај је онеспособљен на Ибру и на Дунаву код Бешке. Срушен Авалски торањ, а гађани су и антенски стуб у Борчи и релеји широм Србије - торањ на Иришком Венцу, Овчар Гобељи и Црном Врху. Бомбардован Ириг,две куће оштећене. На срећу,нема мртвих. | Стара зграда Републичког МУП у центру Београда је бомбардована, а на удару су се нашли и министарство одбране и Генералштаб. Гађана је варош Мурино, општина Плав у Црној Гори, шесторо погинулих цивила од чега две девојчице и један дечак, а четири лица тешко повређено. У овом нападу је било највише страдалих цивила од бомбардовања на територији Црне Горе. |
| У Београду је око 2:30 бомбардована зграда Генералштаба Војске Југославије, зграда савезне полиције, а пројектили НАТО-а погодили су и Врачар, густо насељени крај у ширем центру града. Бомбардован стари мост у Трстенику. Погинула једна особа. Бомбардовано село Јабланица, општина Призрен. Погинула 2 лица а тешке телесне повреде задобило 16 лица. Бомбардовано насеље Кула у Призрену где је погинуло 7 лица а 15 задобило тешке телесне повреде. | Бомбардован аутобус Ниш експреса на релацији Ниш - Приштина, код села Лужана, погинуло 60 цивила, од тога 15 деце и једна трудница. Само четири цивила преживела у препуном аутобусу. Међу погинулима су били брат и сестра, Никола (17) и Марија (15) Петровић. Јединице југословенске ПВО срушиле амерички ловац-бомбардер крај Београда (Обарање F-16 код Накучана). Пилот Дејвид Голдфејн спашен од стране спасилачких екипа америчке војске. У бомбардовању Сремске Митровице страдала једна жена. |
| Бомбардован аутобус „Ђаковица превоза“ код Савине Воде, на путу Пећ - Кула - Рожаје, када је 20 грађана погинуло, док су 43 лица повређена. Поново је на удару била је Телевизија Нови Сад. | Погибија пилота Миленка Павловића, који је оборен 4. маја у авиону типа Миг 29 изнад Ваљева. |
| НАТО је,наводно грешком,радећи по погрешним информацијама,погодио места Чајниче,Плашће и Доња Брвеница.37 особа је погинуло,а једна преживела. | Железнички мост код Ватина на прузи Београд - Букурешт срушен је 6. маја. Погођена су складишта „Југопетрола“ и „Енергогаса“. Нападнут је нишки аеродром, гађане инсталације „Југопетрола“ код Неготина. |
| 14 цивила убијено у бомбардовању касетним бомбама у Нишу. У 23:50 бомбардована кинеска амбасада у Београду. Три лица су погинула, а 5 задобило тешке телесне повреде. На удару су биле зграде Генералштаба, Министарства одбране, Владе Србије, савезног МУП и хотела „Југославија“. | На мети су били радио и телевизијски репетитори на Космају и Руднику. У Нишу погођен и тешко оштећен Камени мост. Бомбардована Ћуприја, погођен мост аутопута преко Велике Мораве НАТО је,наводно грешком,ракетирао подручје код границе између Босне и Херцеговине и Црне Горе у месту Граб. На срећу,нема мртвих,али је око 30 кућа до темеља уништено. |
| Бомбардован је хуманитарни конвој из Румуније. Разорена је пошта у Ужицу, оштећен Дом здравља, а поново је на мети био ваљевски „Крушик“. | Две улице потпуно су избрисане са мапе Медошевца код Ниша, после бомбардовања тог села 10. маја. До темеља је порушено 20 кућа, а више од 100 је онеспособљено за становање. Приликом бомбардовања индустријске зоне Чачка бројне куће порушене су до темеља. Погинула два лица. На мети су били „Прва искра“ у Баричу и телевизијски и радио предајник на Црвеном селу код Суботице. |
| НАТО бомбардовао Ниш, када су повређени потпредседник Социјалистичке партије Србије Душан Матковић, потпредседник Већа република Савезне скупштине Горица Гајевић и смртно страдао припадник МУПа Републике Србије Горан Алексић, вршећи своју дужност. Оштећен је железнички мост код Житорађе, бомбардовани мостови у Грделичкој клисури. Срушен је мост на Лиму у Мурину. Бомбардован је Владичин Хан и мост на Јужној Морави, а живот су изгубила два лица. | Бомбардован Ниш, 14 цивила повређено. Касетне бомбе пале у реку Лим,а једна оштетила десну траку магистралног пута у правцу ка Ужицу.У том тренутку су пролазила три теретна камиона,која су запаљена.4 особе погинуле,а 2 повређене. |
| У 23:50 на магистралном путу Призрен - Сува Река, на раскрсници код села Кориша, општина Призрен, НАТО авијација је бомбардовала колону од 500 - 600 албанских избеглица. Погинуло је 48 лица а тешке телесне повреде задобило је 60 лица. Око 22:20 бомбардован је мост у Врбасу. Поново бомбардована зграда Телевизије Нови Сад. | Колоне цивила бомбардоване у Кориши код Призрена, када је од касетних бомби живот изгубило више од 100 албанских цивила, углавном жена, деце и стараца. НАТО је користио термовизуелне бомбе које после удара развијају високу температуру и до 2.000 °C. |
| Бомбардован рударско-топионичарски басен Бор. | Бомбардована трафостаница Рударско топионичарског басена „Бор“. Погођена су постројења „Југопетрола“, трафостаница у кругу смедеревског „Сартида 1913“, резервоар бензинске пумпе на зрењанинском путу. У Гори на Космету ракетирани су телевизијски репетитор, фабрика лековитог биља, фарма оваца и магацин хране. |
| У нападу на Бор погинуло једно лице. Срушен надвожњак на ауто-путу Београд - Ниш. На Прешево испаљено 12, а на Лесковац три пројектила. Нови напади на Батајницу, Фрушку гору, Смедерево, Велику Плану, Прахово, Аеродром Поникве и Гњилане. Бомбардоване су крагујевачке „Шумарице“ и уништене куполе које су симбол страдања 7.300 недужних жртава Другог светског рата. НАТО је са два пројектила гађао складиште „Југопетрола“ на Чукарици, а на мети је био и Сурчин. У нападу на ваљевски „Крушик“ једно лице погинуло, а 13 повређено. У бомбардовању борског „Југопетрола“ једно лице погинуло. Непријатељске ракете оштетиле су Дуванску индустрију, штампарију „Нова Југославија“ и аутобуску станицу у Врању. Ракетиран мост на Јужној Морави у Владичином Хану, где су оштећене куће, школе, вртић, а погођен је и мост код Великог Орашја. | НАТО је,наводно грешком,бомбардовао склониште Албанских избеглица.149 особа је погинуло,а од тога 36 су била деца. |
| Приликом бомбардовања Гњилана погинула су четири цивила, а 16 је лакше повређено. Око 1:00 после поноћи,ракетирано је Севојно. Једна особа је изгубила живот,а 7 је повређено. Од детонације су разбијена стакла на околним кућама. Поново је на мети била штампарија"нова Југославија". Нема повређених. | Током бомбардовања клиничко-болничког центар „Др Драгиша Мишовић“ у Београду убијена три пацијента и један радник, а рањено више пацијената. Разорена је Неуролошка клиника, а од експлозије демолиране и зграде Центра за дечје плућне болести и туберкулозу и Гинеколошко-акушерска клиника. Погинуло је и седам гардиста Војске Југославије који су се налазили испред клинике. |
| Бомбардован казнено-поправни дом у Истоку, усмртивши десетине затвореника и радника те установе. Термоелектране „Дрмно“ код Костолца и „Колубара“ у Великим Црљенима, као и рејон око хидроелектране Бајине Баште такође су биле на мети. Непријатељ је користио специјална високопроводна влакна за изазивање кратких спојева. Бомбардовани су циљеви у околини Београда, Липовица, Раковица, Ресник, Батајница и шире подручје Авале, а са два пројектила погођено је складиште „Југопетрола“ у Радничкој улици. Бомбардовани су Сомбор, Сремска Митровица, а испаљено је најмање 30 пројектила на цивилне објекте широм Космета, као и на цивилни аеродром Поникве. | По трећи пут бомбардована штампарија "нова Југославија". Једна особа погинула. Широм Космета испаљено је око 100 пројектила. Оштећене су многе куће у Сомбору, уништен мост на Старом Бегеју код Старог Двора, на Шабац је бачено 10 бомби и притом је погођен део касарне у ширем центру града и у том нападу је настрадала једна особа, гранатирани Макиш и Борча. |
| Бомбардована термоелектрана Обреновац. У Ђаковици живот је изгубило једно, а рањено 29 људи. | Бомбардована електроенергетска постројења код Костолца, Новог Сада и Ниша, чиме је проузрокована несташица електричне енергије. |
| нема података | Почела је операција Стрела, у којој је Србију напала регуларна војска државе Албаније, НАТО и Специјалне јединице Норвешке. Три лица су погинула, а два рањена у бомбардовању Косовске Витине. Гађан је и цивилни аеродром „Слатина“. Поновљен је напад на зграду телевизије Нови Сад. У 22,40 са 9 авио-бомби погођена караула „Јамена“ из састава 14. граничног батаљона Београдског Корпуса из Шида. Том приликом је погинуо војник Богдановић Мирко а 2 војника су теже повређена. Начињена је велика материјална штета. У селу Раља, општина Сопот-Београд, са једним пројектилом погођена породична кућа при чему су погинула два детета (од 5 и 8 година), њихов отац и тетка (укупно 4). |
| Најмање два цивила су погинула, а 10 лица повређено у нападу на Алексинац. Испаљено је седам пројектила на приватне куће и индустријску зону града. Погођене су трафостанице у Лештанима и у Бежанијској Коси. Приликом бомбардовања Ћеновачког моста на Јабланици код Лебана три особе су погинуле. | нема података |
| Са више од 10 пројектила гађан је центар Ћуприје. На Косовску Витину бачене су 22 бомбе. Оштећене су железничка и аутобуска станица, две робне куће и погон „Фротекса“ у Ужицу, телевизијски предајник и Поникве, Вршац, Куршумлија и центар Новог Сада. Погођен део Ибарске Магистрале код Липовичке шуме. Због великог броја дрвећа у околини,пожар се распламсао.НАТО је поновио напад непуних 30 минута касније,кад су два ватрогасца повређена. | У поподневним сатима бомбардован је центар Сремске Каменице. Бомба је погодила једну кућу у Улици војводине Путника, а детонација је оштетила више стамбених објеката у близини. Срушен мост на Великој Морави код Варварина. Животе је изгубило 9 цивила, а теже повређено 12 лица док се двоје воде као нестали (видети Масакр у Варварину). Погођена је специјална болница за туберкулозне болеснике, старачки дом, два павиљона у центру за избеглице у Сурдулици, а животе је изгубило најмање 17 деце и немоћних стараца. Код Призрена је бомбардован новинарски конвој, а том приликом рањено је неколико лица. |
| Ракетиране приватне куће у Рипњу и Волгиној улици на Звездари. Погинула је једна особа, док је девет лица повређено. На мети је био и предајник Радио Београда у Звечкој код Обреновца, по ко зна који пут су на удару била електроенергетска постројења, а пројектили су падали и по рејону села Велика Моштаница. Уништено је и тешко оштећено више од 100 гробова и надгробних споменика на православном гробљу у Приштини. Истог дана бомбардован је и Нови Пазар и тада је погинуло 11 људи међу којима и двогодишњи Марко Симић. | У ноћи између 31. маја и 1. јуна погођена је Кикинда при чему је оштећена касарна, међународна пруга Кикинда - Темишвар и известан број кућа. Касетне бомбе су бачене на Ћелије,Штавицу и Доње Бањане.27 особа страдало а 43 повређене. |
| НАТО авиони су ракетирали главну гасну станицу у Србобрану, после чега су без основног енергента остали сви витални градски системи. Погођен је предајник РТС између Србобрана и Сирига, срушен је репетитор Телевизије Краљево на планини Котленик, а у селу Липе код Смедерева НАТО је погодио приватну кућу и ранио двоје деце. Погођени су објекти пута Београд - Ниш, мост на Јасеници и надвожњак пруге Велика Плана - Мала Крсна. На удару НАТО били су и Куршумлија и Мерошина код Ниша. | Месна заједница „Равна Река“ у општини Деспотовац ракетирана је са четири пројектила. Срушен је мост на Белом Дриму који повезује ђаковичку општину са ораховачком и призренском. |
| НАТО је,наводно грешком,испалио пројектиле на део Ибарске магистрале код места Липље,уместо бомбардовања Љига. На срећу,ова грешка је сачувала велики број живота,али су пут и околина уништени. | нема података Četiri projektila ispaljena P.O.Agrovršac-leva strana puta i u Barutanu u 8časova i 33minuta-zapisala tada 05.06.1999.god. |
| нема података | Бомбардована је фарма оваца и коза у селу Подгорац, власништво Еко-хране из Бољевца. У том дејству погинула су 3 радника и порушено је 7 објеката. |
| нема података | Око 19:35 погођена касарна у Урошевцу. |
| Ракетирано село Кололеч око 13:15 у општини Косовска Каменица. Званичну обуставу бомбардовања саопштио је генерални Секретар НАТО Хавијер Солана тек после почетка повлачења југословенских снага са Косова и Метохије. | |
| НАТО бомбардовање Југославије | |
| Хронологија | |
| Рат на Косову и Метохији Злочини над Србима НАТО снаге Снаге ВЈ Војни губици Цивилне жртве Штета Кумановски споразум | |
| п р у | |